# Marcos Cangá
Marcos Cangá (n. Esmeraldas, Ecuador; 10 de diciembre de 1988) es un futbolista ecuatoriano que juega de mediocampista y su equipo actual es el Manta Fútbol Club de la Serie B de Ecuador.

## Clubes

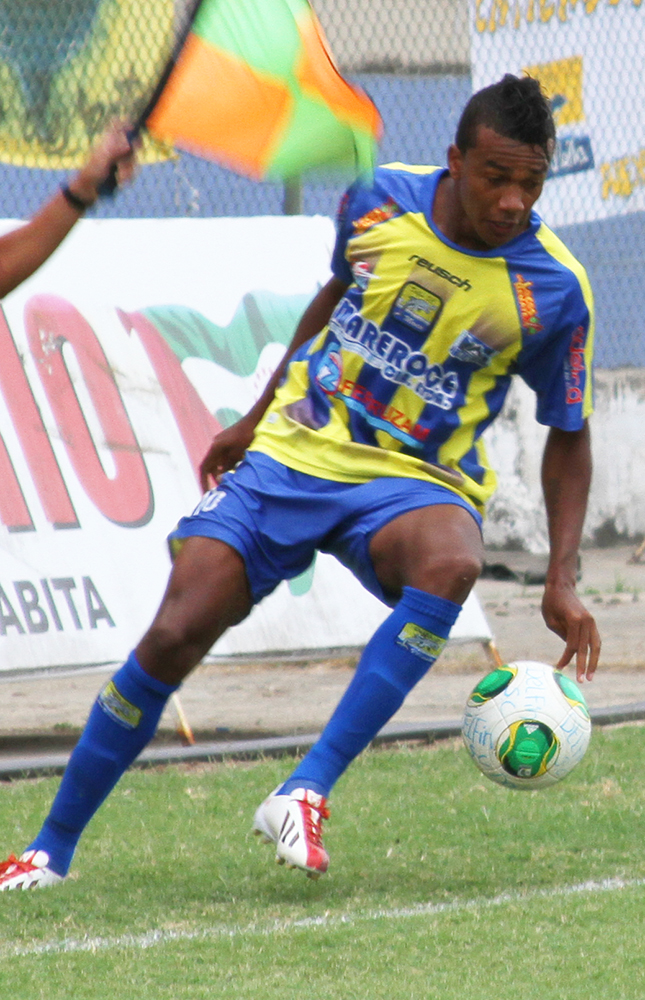
Marcos en 2013.

| Club                    | País    | Año       |
| ----------------------- | ------- | --------- |
| Tácito Ortiz Urriola    | Ecuador | 2006      |
| Liceo Cristiano         | Ecuador | 2007      |
| Esmeraldas S. C.        | Ecuador | 2008      |
| Municipal               | Ecuador | 2009      |
| Municipal de Cañar      | Ecuador | 2010      |
| El Nacional             | Ecuador | 2011      |
| Juventud Minera         | Ecuador | 2012      |
| Delfín S. C.            | Ecuador | 2013-2017 |
| Independiente del Valle | Ecuador | 2018      |
| Guayaquil City          | Ecuador | 2019      |
| Orense                  | Ecuador | 2020-2021 |
| 9 de Octubre F. C.      | Ecuador | 2022      |
| Manta F. C.             | Ecuador | 2023-act. |

## Participaciones internacionales
| Torneo                 | Club                    | Resultado    |
| ---------------------- | ----------------------- | ------------ |
| Copa Libertadores 2018 | Independiente del Valle | Segunda fase |

## Palmarés

### Campeonatos nacionales
| Título            | Club         | País    | Año  |
| ----------------- | ------------ | ------- | ---- |
| Segunda Categoría | Delfín S. C. | Ecuador | 2013 |
| Serie B           | Delfín S. C. | Ecuador | 2015 |